# هرمز (عائلة صواريخ بحرية)
عائلة صواريخ هرمز: هي صواريخ باليستية بحرية إيرانية الصنع متطورة تفوق سرعتها سرعة الصوت. مضادة للبوارج والسفن الحربية والتي تنتمي لصاروخ خليج فارس. تم الإعلان الرسمي عنها سنة 2014م، وذلك برعاية قائد الثورة الإسلامية، القائد العام للقوات المسلحة آية الله خامنئي، في معرض الإنجازات التي حققتها قوات (الجوفضائية) التابعة لقوات الحرس الثوري الإيراني. تأتي هذه العائلة بنسختين هما هرمز-1، والذي هو عبارة عن صاروخ بالستي تكتيكي قصير المدى مخصص للقضاء على أنظمة الدفاع الجوي. وهرمز-2، الذي أطلق عليه الحرس الثوري تسمية الصاروخ القناص. والقادر على تدمير أهداف متحركة في عرض البحر على بعد يصل إلى 300 كيلومتر.

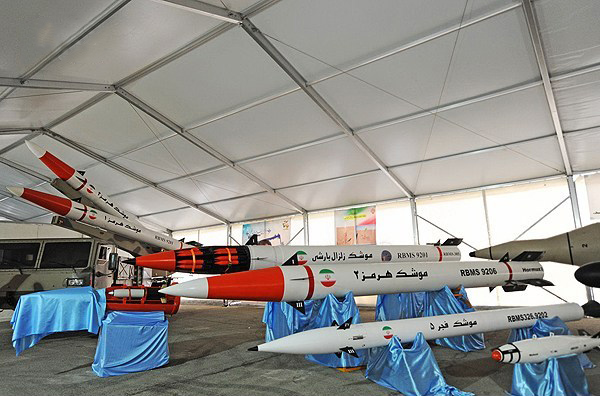
صاروخ هرمز-2 البحري الإيراني والبالغ مداه 300 كيلومتر

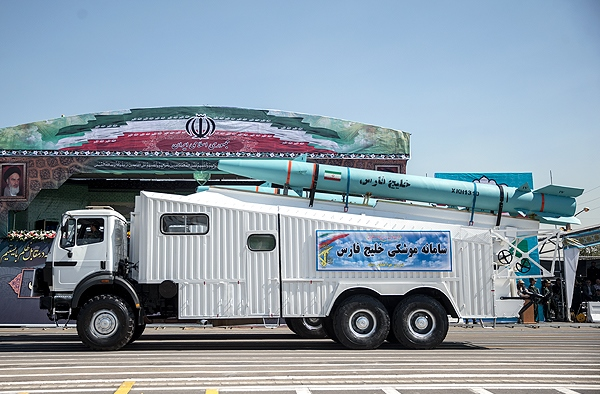
صاروخ خليج فارس البالستي المضاد للسفن الحربية، والذي تنتمي له عائلة صواريخ هرمز

## صناعة الصواريخ البحرية الإيرانية
استثمرت جمهورية إيران مبالغ كبيرة في الصناعات العسكرية للقوات المسلحة، لتصميم وإنتاج صواريخ مضادة للسفن بمديات مختلفة لاسيما صواريخ «كروز» التي لديها قابلية الإطلاق من ثلاث فئات، من الطائرات ومنصات الإطلاق الأرضية ومن السفن والغواصات. وقد تسارعت وتيرة تطوير وتوسيع قسماً من المعدات الصاروخية للبلاد في مختلف القطاعات خلال السنوات الماضية، حيث يمكن ملاحظة مضاعفة سرعة هذا التطور بشكل واضح. وفي أحدث الإنجازات العسكرية في هذا الصدد، تم تزويد القوة الجوية الإيرانية بصواريخ كروز «نصر» المضادة للسفن، حيث قامت مؤسسة الصناعات الجوفضائية التابعة لوزارة الدفاع، بتسليم القوة الجوية في الجيش الإيراني، أول مجموعة منتجة من هذه الصواريخ المضادة للسفن والتي تُطلَق جواً. واستثمرت الجمهورية الإسلامية في إيران مبالغ كبيرة لإنتاج صواريخ مضادة للسفن بمديات مختلفة لاسيما في إنتاج أنواع متنوعة من صواريخ كروز التي لها قابلية الإطلاق من ثلاث فئات رئيسية أي منصات عائمة ومن الطائرات والمنصات الأرضية. اما عن مديات هذه الصواريخ فهي تتفاوت من صاروخ لآخر، ولكن هناك إنجازات تحققت فيما يخص مديات هذه الصواريخ في الآونة الأخيرة بحسب مصادر دولية وأخرى إيرانية. حيث أكد مسؤول كبير بالجيش الإيراني يوم 16 تشرين الأول من عام 2018م إن طهران زادت مدى صواريخها الباليستية أرض-بحر إلى 700 كيلومتر ونقلت وكالة فارس للأنباء عن أمير علي حاجي زادة قائد القوات الجوفضائية بالحرس الثوري قوله «نجحنا في صنع صواريخ باليستية أرض-بحر، ليست صواريخ كروز، صواريخ يمكنها قصف أي مركب أو سفينة من على بعد 700 كيلومتر»، وقال حاجي زادة إن الحرس الثوري ركز على زيادة مدى الصواريخ أرض-بحر بعدما سأل الزعيم الأعلى الإيراني آية الله علي خامنئي الجيش قبل نحو عشرة أعوام عن إمكانية (قصف سفن) باستخدام مقذوفات باليستية. وتُعتبَر قوة الدفاع الساحلي والصواريخ الباليستية المضادة للسفن الإيرانية ثاني قوة نوعية بالأهمية في القوات الإيرانية. والميزة بهذه القوة أنها ترتكز على الصناعة المحلية بشكل كبير جداً. وتتنوع بين صواريخ ساحلية قصيرة المدى تتراوح بين 15 إلى 35 كيلومتر ومتوسطة المدى بين 85 إلى 200 كيلومتر وبعيدة المدى بين 300 إلى 500 كيلومتر، وهذه الصواريخ تتنوع بين الباليستية المضادة للسفن والصواريخ الجوالة المضادة للسفن. كذلك نجحت جمهورية إيران بتصميم وتصنيع صاروخ كروز بحري بمدى 1000 كيلومتر وهو صاروخ شهيد أبو مهدي والذي هو جيل جديد من صواريخ كروز البحرية إيرانية الصنع، مزود برأس ذي توجيه نشط بالرادار. يُطلَق من الأعماق بواسطة الغواصات بالإضافة إلى البوارج البحرية الإيرانية. كما تم تزويده بمحرك نفاث من فئة طلوع، وله أجنحة مستطيلة ذات رأس دائري. يبلغ مداه أكثر من (1000) كيلومتر، وقطره يبلغ 55 سم. وله القدرة على تخطي المنظومات الدفاعية الخاصة بالعدو. فهو صاروخ مخصص لحماية المداخل البحرية لمضيق هرمز ولسواحل إيران الغربية على الخليج العربي وعلى خليج عمان وبحر العرب، كما وانه يطير على علوٍ منخفض. تم الإعلان عنه رسمياَ في الشهر الثامن من سنة 2020م.

## نبذة عن عائلة صواريخ هرمز
من الغريب أن نسمع بأن صاروخاً بالستياً يُستَخدَم ضد أنظمة الدفاع الجوي، فالصواريخ الباليستية تُستَخدَم عادةً ضد أهداف عالية القيمة مثل المطارات والموانئ والمدن والقواعد. لكن قلما رأينا صاروخ بالستي يُستَخدَم ضد الرادارات. في السنوات الأخيرة برعت إيران كثيراً في تصنيع الصواريخ الباليستية بشتى أنواعها حتى أنها صنعت صواريخ باليستية مضادة للقطع البحرية أيضاً بخلاف هرمز 1 المضاد للرادارات. وتُعتبَر صواريخ هرمز الجيل الثاني لأحدث الصورايخ الباليستية الإيرانية المضادة للسفن الحربية. وتشبه هذه الصوايخ كثيراً في هيكلها وشكلها الظاهري (صواريخ خليج فارس) الباليستية وهذه الصواريخ من أهم الإنجازات الدفاعية التي حققتها جمهورية إيران في هذا المجال. ان تصميم هذا الصاروخ الأكثر تطوراً وقوةً من صاروخ «فاتح 110» وكذلك صواريخ «خليج فارس» التي تنتمي إليها صواريخ هرمز1 و2، هي صواريخ ذات مرحلة واحدة وتعمل (بالوقود الصلب) وسرعتها تفوق سرعة الصوت وان شعاع المدى العملاني للصاروخ هو 300 كيلومتر ويعمل بصورة تركيبية حيث ان الباحث فيه يقفل في المرحلة النهائية على الهدف البحري المعادي الذي لا يمكنه إطلاقاً التملص من إصابة الصاروخ وله رأس تفجيري زنته 650 كغم. أعلنت وكالة الإستخبارات البحرية الأمريكية في تقريرٍ لها، أن هامش الخطأ لدى هذا الصاروخ الإيراني هو 10 أمتار فقط. وأكد التقرير ان صاروخ «خليج فارس» له القدرة على تدمير جميع المعدات والتجهيزات البحرية المعادية لإيران في الخليج العربي وبحر عمان. ولايوجد حتى الآن معلومات رسمية عن صاروخ «هرمز» المضاد للسفن إلا ان الصور المنشورة لصاروخ هرمز 1 و2 تشير إلى ان مدى صاروخ هرمز 1 هو أقل من مدى صاروخ هرمز 2 الذي يتميز بدقة تفوق دقة صاروخ «خليج فارس» كما ان مداه أبعد من مدى «خليج فارس». وبالطبع فإن صواريخ «هرمز 1 و2» لها رؤوس حربية متفاوتة وهذا يعكس بطبيعة الحال وجود تغييرات واختلافات في قوة الإنفجار والتدمير، وفي أنظمة توجيه الصاروخ. كما يلاحظ وجود تغييرات في قاعدة إطلاق هذا الصاروخ مقارنةً بصاروخ خليج فارس، والتي تكشف عن تطوير هذه الراجمات الصاروخية للعمل بفاعلية وسرعة أكثر، فضلاً عن سهولة التنقل لاسيما في المناطق الوعرة. وأخيراً فإن سرعة تهيئة هذا الصاروخ تُعتبَر من المميزات المهمة لمثل هذه الصواريخ.

## الإعلان الرسمي عن عائلة صواريخ هرمز
كشفت جمهورية إيران في آيار/ مايو سنة 2014م بشكل رسمي ولأول مرة عن عائلة صواريخ هرمز المتكونة من نسختين. وذلك برعاية قائد الثورة الإسلامية القائد العام للقوات المسلحة آية الله خامنئي، بالإضافة إلى أحدث إنجازات قوات الحرس الثوري من الصواريخ الباليستية المضادة للبوارج، والتي تُعتبَر من أهم الإنجازات الدفاعية التي حققتها جمهورية إيران في هذا المجال. وأفادت وكالة تسنيم الدولية للأنباء في تقريرٍ لها، بانه تم إزاحة الستار عن صواريخ «هرمز 1 و2» المضادة للسفن العملاقة، والتي تُعَد من النماذج المتطورة لصواريخ «خليج فارس» البالستية. وهذه الصواريخ الجديدة التي تم ازاحة الستار عنها لأول مرة، في معرض الإنجازات التي حققتها قوات الجوفضائية التابعة لقوات حرس الثورة الإسلامية، تُعتبَر الجيل الثاني لأحدث الصواريخ البالستية الإيرانية المضادة للسفن الحربية. وتشبه هذه الصوايخ كثيراً في هيكلها وشكلها الظاهري صواريخ «خليج فارس» البالستية والمضادة للسفن الحربية.

## خصائص سلسلة صواريخ هرمز
تتكون عائلة صواريخ هرمز من نسختين مختلفتين هما هرمز-1 وهرمز-2. ولكل نسخة خصائصها ووميزاتها الخاصة بها. فصاروخ هرمز 1 ذو الرأس الموجه العامل على الإرسال السلبي بالرادار، يعمل بالوقود الصلب وتفوق سرعته سرعة الصوت. فهو صاروخ مضاد للرادارات الأرضية، حيث زود بنظام ملاحة داخلي إضافةً لباحث عن أشعة الرادار في مقدمته. واستطاع صاروخ هرمز 1 تدمير هدف بحري لايتجاوز طوله 6 أمتار ركب عليه رادار، مايدلل على كفاءته ودقته العالية. اما هرمز 2، فهو صاروخ يحمل رأساً ذو توجيه نشط بالرادار وفقاً لبعض التقارير. وهذا الصاروخ الباليستي البحري تقول طهران إنه قادر على تدمير الأهداف المتحركة على سطح البحر ويتمتع بدقة عالية. ويبلغ مدى فعالية الصاروخ هرمز 2 قرابة 300 كيلومتر.

## اختبار صاروخ هرمز 2
في شهر آذار/ مارس من سنة 2017م تم اختبار صاروخ هرمز 2 بنجاح. وأعلن مسؤول عسكري إيراني أن الحرس الثوري أجرى تجربة "ناجحة" على إطلاق صاروخ، مؤكداً أن الصاروخ أصاب هدفه الذي كان في عرض البحر على بعد 250 كيلومتر. وقال العميد أمير عالي حاجي زادة، قائد القوة الجوفضائية لحرس الثورة، بحسب ما نقلت عنه وكالة تسنيم الدولية للأنباء "لقد اختبرنا هذا الأسبوع الصاروخ هرمز-2، لقد تمكن الصاروخ من تدمير هدف بحري على بعد 250 كلم". وأوضحت الوكالة ان هرمز-2 هو "صاروخ بالستي بحري قادر على إصابة الأهداف المتحركة على سطح البحر، ويتمتع بدقة عالية، ويبلغ مداه قرابة 300 كلم.

## نماذج عائلة صواريخ هرمز
هرمز 1: هو صاروخ باليستي بحري إيراني الصنع مضاد للرادارات بمدى 300 كيلومتر. يعمل بالوقود الصلب وتفوق سرعته سرعة الصوت ولكنها أقل من مدى صاروخ هرمز 2 الذي يتميز بدقة تفوق دقة صاروخ خليج فارس كما ان مداه أبعد من مدى صاروخ خليج فارس. يَستَخدِم صاروخ هرمز 1 منظومة بصرية في التوجيه حيث يتبع الأمواج الرادارية ويستهدف مصدرها. وقد تم كشف النقاب عن صاروخ هرمز 1 سنة 2014م.

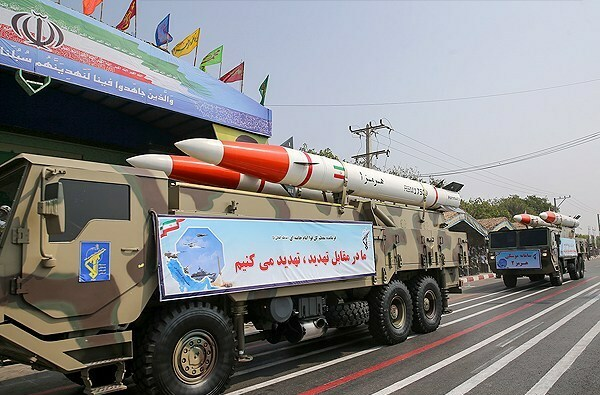
صاروخ هرمز-1 البحري

هرمز 2، هو صاروخ باليستي بحري إيراني الصنع والقادر على إصابة الأهداف المتحركة على سطح البحر، ويتمتع بدقة عالية، ويبلغ مداه قرابة 300 كلم. اما سرعته فتبلغ نحو 4 إلى 5 أضعاف سرعة الصوت وهذا الصاروخ ذات مرحلة واحدة ويعمل بالوقود الصلب وان شعاع المدى العملاني للصاروخ هو 300 كم ويعمل بصورة تركيبية حيث ان الباحث فيه يقُفَل في المرحلة النهائية على الهدف البحري المعادي الذي لا يمكنه إطلاقاً التملص من إصابة الصاروخ وله راس تفجيري زنته 650 كغم. وكالة الاستخبارات البحرية الأمريكية اعلنت في الآونة الاخيرة في تقريرٍ لها، ان هامش الخطأ لدى هذا الصاروخ الإيراني هو 10 أمتار فقط. وفي سنة 2017م أعلن مسؤول عسكري إيراني أن الحرس الثوري أجرى تجربة ناجحة على إطلاق صاروخ هرمز، مؤكداً أن الصاروخ أصاب هدفه الذي كان في عرض البحر على بعد 250 كيلومتر. وقال العميد أمير علي حاجي زادة، قائد القوة الجوفضائية للحرس الثوري الإيراني، بحسب ما نقلت عنه وكالة تسنيم الدولية للأنباء "لقد اختبرنا صاروخ هرمز-2. لقد تمكن الصاروخ من تدمير هدف بحري على بعد 250 كيلومتر.

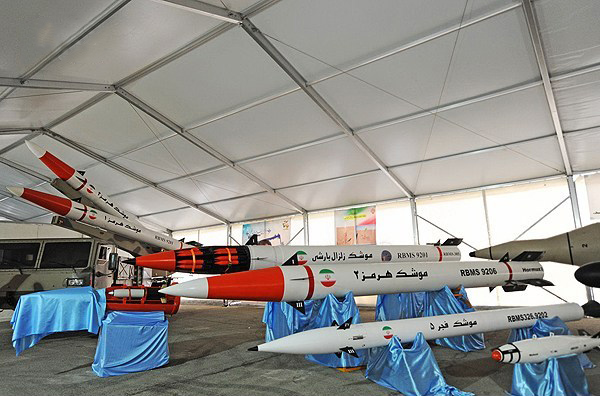
صاروخ هرمز-2 البحري

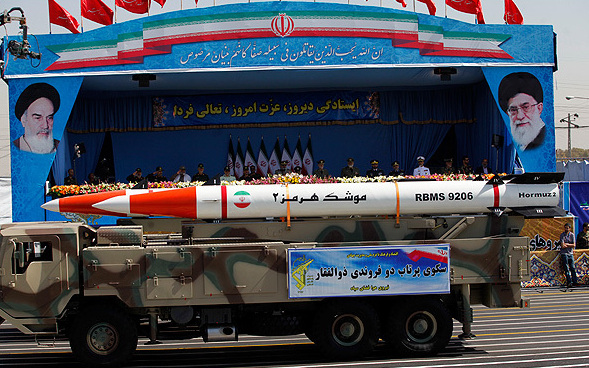
صاروخ هرمز-2 الإيراني البحري

## معرض الصور

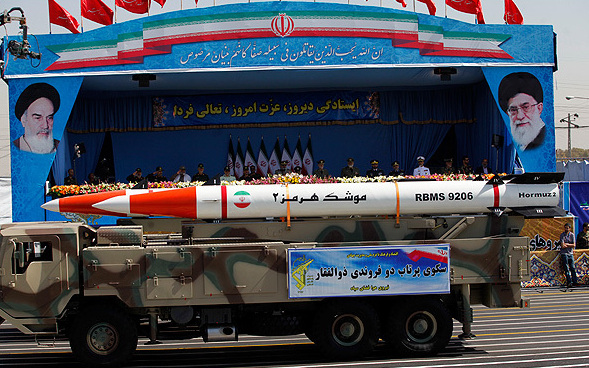
صاروخ هرمز-2 الإيراني البحري

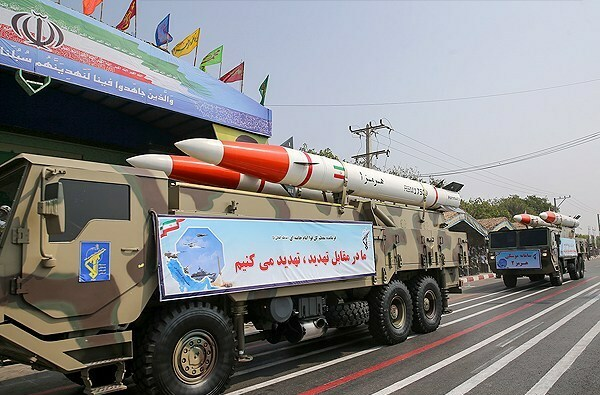
صاروخ هرمز-1 البحري

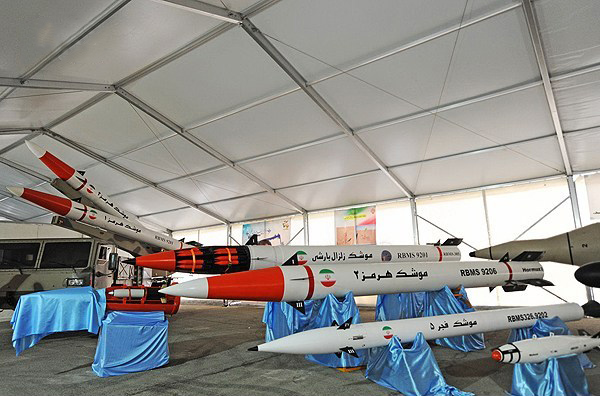
صاروخ هرمز-2 البحري الإيراني والبالغ مداه 300 كيلومتر

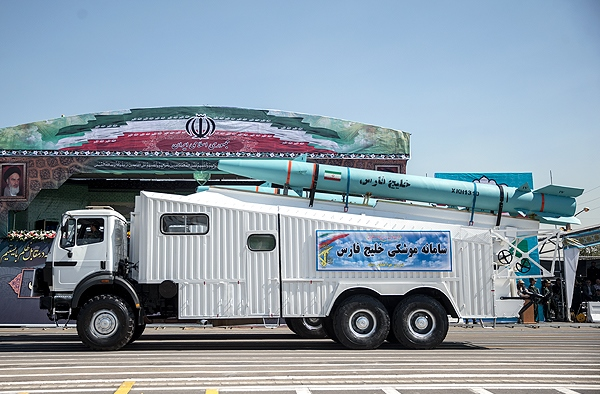
صاروخ خليج فارس البالستي المضاد للسفن الحربية، والذي تنتمي له عائلة صواريخ هرمز